# Jean V de Mecklembourg
Jean V de Mecklemourg (né en 1418 – † entre le 1er novembre 1442 et le 13 janvier 1443) fut duc corégent Mecklembourg de 1422 à 1442.
Jean V est le fils du duc Jean IV de Mecklembourg et de Catherine de Saxe-Lauenbourg (en). Il règne sur le duché de Mecklembourg-Schwerin après la mort de son père, d'abord sous la tutelle de sa mère Catherine, de 1422 jusqu'au 27 septembre 1436, puis conjointement avec son frère Henri IV.
Après avoir reçu une dispense du papale de Bâle le 25 septembre 1435 il épouse le 17 septembre 1436 Anne de Poméranie-Stettin († après 14 mai 1447), la fille de Casimir V de Poméranie. À sa mort il est probablement inhumé dans le monastère de Doberan dans l'actuelle Bad Doberan.